# 24. Armee
La 24ª Armata della Wehrmacht (in tedesco: 24. Armee) fu un'armata dell'Esercito tedesco attiva durante la seconda guerra mondiale che venne creata nell'ottobre del 1944 e schierata in Germania, dove si arrese nel maggio del 1945.

## Storia
L'armata è stata costituita il 17 ottobre 1944 e lo stato maggiore avrebbe dovuto coprire una posizione difensiva sul confine tra la Germania e la Svizzera, da Lörrach fino a Nonnenhorn e Lindau. Lo staff dell'armata era improvvisato ed era schierata tra la Foresta Nera meridionale con posto di comando a Waldshut, Ehingen e Friedrichshafen, tuttavia dopo l'invasione francese si ritirò vicino al Lago di Costanza. Dal febbraio all'aprile 1945 fu subordinata alla 19. Armee e venne chiamata anche "Festung Alpen" (Fortezza delle Alpi). Negli ultimi giorni della guerra, la 24. Armee fu attaccata dai francesi nel Tirolo settentrionale e nel Vorarlberg, a Bregenz. Il 4 maggio, Hans Schmidt prese contatto con le forze francesi per negoziare una resa, mentre erano in corso anche trattative tra le forze franco-americane con la 19. Armee, ma Schmidt nel frattempo si adeguò alla politica più ampia dell'Heeresgruppe G di arrendersi all'6th Army Group. La resa era entrata in vigore a mezzogiorno del 6 maggio, ma i comandanti francesi, non riconobbero la 24. Armee come subordinata della 19. Armee, scegliendo invece di considerarla una forza attiva. I combattimenti continuarono fino a tarda notte del 6 maggio 1945, ma le richieste francesi di resa ad Hans Schmidt furono ignorate, ma la questione alla fine si placò poiché le forze tedesche si disintegrarono in seguito alla resa.

## Ordine di battaglia
24. Armee 14 febbraio 1945
- Regimentsstab 13 Oberrhein
- Panzer-Aufklärungs-Kompanie des ehemaligen Gen.Kdo. Dehner

24. Armee 1º marzo 1945
- Regimentsstab 11 Oberrhein
- Regimentsstab 13 Oberrhein

24. Armee 27 marzo 1945
- Regimentsstab 11 Oberrhein
- Festungs-Regiment 18
- Festungs-Pionier-Regiment 11

24. Armee 26 aprile 1945
- Division Nr. 405
- Kampfgruppe "Friedrichshafen"
- Kampfgruppe "Bodensee"

24. Armee 28 aprile 1945
- Division Nr. 405
- Division Nr. 465
- Kampfgruppe "Hoffmann"
- Kampfgruppe "Jurkschatz"

24. Armee 1º maggio 1945
- Division Nr. 405[1]

## Comandanti
- General der Infanterie Hans Schmidt (17 ottobre 1944 - maggio 1945)[1]